# Brett Goldstein
Brett Goldstein (sinh ngày 17 tháng 7 năm 1980) là một nam diễn viên, diễn viên hài và biên kịch người Anh. Anh được biết đến nhiều nhất với việc viết kịch bản và đóng vai chính trong loạt phim hài thể thao Ted Lasso (2020–nay) của Apple TV+, bộ phim mà anh đã nhận được Giải thưởng Primetime Emmy cho Nam diễn viên phụ xuất sắc trong một loạt phim hài.

## Đầu đời
Goldstein sinh ra ở Sutton, London, trong một gia đình Do Thái người Anh, vào ngày 17 tháng 7 năm 1980. Anh theo học tại Trường Sevenoaks, một trong những trường độc lập lâu đời nhất và đắt nhất ở Vương quốc Anh. Sau khi rời ghế nhà trường, anh theo học tại Đại học Warwick, tốt nghiệp ngành Nghiên cứu Điện ảnh.
Ngay sau đó, Goldstein chuyển đến Marbella, Tây Ban Nha một thời gian ngắn, để làm việc tại một câu lạc bộ thoát y mà cha anh đã mua trong một "cuộc khủng hoảng tuổi trung niên". Goldstein sau đó đã biến trải nghiệm này thành một chương trình hài kịch độc lập có tên "Brett Goldstein Grew Up in A Strip Club", được trình diễn tại Liên hoan Edinburgh Fringe.

## Sự nghiệp
Anh đã xuất hiện trong bộ phim hài Drifters của Channel 4. Anh cũng xuất hiện trong bộ phim hài-chính kịch Channel 4 Derek với vai Tom. Anh đã viết The Catherine Tate Live Show với Catherine Tate và đã viết và biểu diễn bốn chương trình độc lập. Anh đã giành được BIFA 2016 cho Nam diễn viên phụ xuất sắc nhất với vai diễn Brendan trong bộ phim Adult Life Skills.
Năm 2018, Goldstein bắt đầu podcast Films to Be Buried With, với các khách mời nói về những bộ phim quan trọng trong cuộc đời họ.
Nhà sản xuất truyền hình Bill Lawrence đã thuê Goldstein làm biên kịch cho chương trình Apple TV+ năm 2020 Ted Lasso, với sự tham gia của Jason Sudeikis. Viết về chương trình đã dẫn đến việc Goldstein được chọn vào vai cầu thủ bóng đá già Roy Kent. Rolling Stone của Emily Zemler nói rằng "trên thực tế, anh ấy cảm thấy có mối quan hệ họ hàng với anh chàng cứng rắn khắc kỷ này, đến nỗi anh ấy đã gửi email một buổi thử giọng tự ghi hình gồm 5 cảnh cho nhóm sản xuất. Các đoạn băng, trong đó có đoạn 'If Tôi không nghe thấy sự im lặng. Sau đó, anh đã giành được Giải thưởng của Hiệp hội Nhà văn Hoa Kỳ cho Truyền hình: Phim hài tại Giải thưởng Hiệp hội Nhà văn Hoa Kỳ lần thứ 73 và nhận được Giải thưởng Primetime Emmy cho Nam diễn viên phụ xuất sắc trong một loạt phim hài vào năm 2021 cho tác phẩm của anh ấy trong chương trình.
Cùng với biên kịch Will Bridges của Black Mirror, Goldstein đã tạo ra và viết loạt phim tuyển tập 6 phần Soulmate cho AMC, dựa trên bộ phim ngắn For Life năm 2013 của họ. Bộ phim được công chiếu trên AMC vào ngày 5 tháng 10 năm 2020. Dàn diễn viên bao gồm Sarah Snook, Malin Akerman, Betsy Brandt, J. J. Feild và Charlie Heaton.
Gần đây hơn, Goldstein đã ký một hợp đồng tổng thể kéo dài nhiều năm với Warner Bros. Television.
Goldstein được tiết lộ là sẽ đóng vai Hercules trong cảnh mid-credit của Thor: Tình yêu và sấm sét. Anh ấy sẽ xuất hiện như một nhân vật trong các dự án của Vũ trụ Điện ảnh Marvel trong tương lai.

## Danh sách phim

### Điẹn ảnh
| Năm  | Tiêu đề                | Vai diễn | Ghi chú                     |
| ---- | ---------------------- | -------- | --------------------------- |
| 2009 | SuperBob               | Bob      | Phim ngắn                   |
| 2012 | The Knot               | Albert   |                             |
| 2013 | Tattooed               | Dave     | Phim ngắn                   |
| 2013 | For Life               | Simon    | Phim ngắn                   |
| 2015 | Howl                   | David    |                             |
| 2015 | SuperBob               | Bob      |                             |
| 2016 | Adult Life Skills      | Brendan  |                             |
| 2016 | Bullet to the Heart    | Steve    | Phim ngắn; đồng biên kịch   |
| 2018 | F*ck                   | Adam     | Phim ngắn                   |
| 2018 | Wild Honey Pie!        | Matt     |                             |
| 2022 | The Nan Movie          | None     | Đồng biên kịch              |
| 2022 | Thor: Love and Thunder | Hercules | Cảnh mid-credits; Khách mời |

### Truyền hình
| Năm       | Tiêu đề              | Vai diễn                | Ghi chú                                       |
| --------- | -------------------- | ----------------------- | --------------------------------------------- |
| 2009      | The Bill             | Jared Miles             | 2 episodes                                    |
| 2012–2014 | Derek                | Tom                     | 11 episodes                                   |
| 2013–2016 | Drifters             | Scott                   | 7 episodes                                    |
| 2014–2017 | Uncle                | Casper                  | 9 episodes                                    |
| 2015–2016 | Hoff the Record      | Danny Jones             | Main cast                                     |
| 2015      | Catherine Tate's Nan | Jonathan                | 1 episode                                     |
| 2015      | Undercover           | Christophe              | 4 episodes                                    |
| 2016–2017 | Drunk History        | Various                 | 2 episodes                                    |
| 2018      | Doctor Who           | Astos                   | Episode: "The Tsuranga Conundrum"             |
| 2020–2023 | Ted Lasso            | Roy Kent                | Main cast; Also writer and executive producer |
| 2020      | Soulmates            | None                    | Co-creator, producer and writer               |
| 2021      | Robot Chicken        | Tony Stark (lồng tiếng) | Episode: "May Cause Light Cannibalism"        |
| TBA       | Shrinking            | None                    | Co-creator; also executive producer           |

### Nhà hát
| Năm  | Sản phẩm                     | Vai diễn | Ghi chú                                                          |
| ---- | ---------------------------- | -------- | ---------------------------------------------------------------- |
| 2016 | The Catherine Tate Show Live | Đa dạng  | UK tour; alongside Catherine Tate, Mathew Horne and Niky Wardley |

### Podcast
| Năm      | Tiêu đề                                      | Vai        |
| -------- | -------------------------------------------- | ---------- |
| 2018–nay | Films To Be Buried With with Brett Goldstein | Chính mình |

## Giải thưởng và đề cử
| Năm  | Giải thưởng                             | Hạng mục                                                      | Tác phẩm          | Kết quả   | Ref.   |
| ---- | --------------------------------------- | ------------------------------------------------------------- | ----------------- | --------- | ------ |
| 2016 | British Independent Film Awards         | Best Supporting Actor                                         | Adult Life Skills | Đoạt giải | [ 17 ] |
| 2021 | Gold Derby Awards                       | Comedy Supporting Actor                                       | Ted Lasso         | Đề cử     | [ 18 ] |
| 2021 | Hollywood Critics Association TV Awards | Best Supporting Actor in a Streaming Series, Comedy           | Ted Lasso         | Đoạt giải | [ 19 ] |
| 2021 | International Online Cinema Awards      | Best Supporting Actor in a Comedy Series                      | Ted Lasso         | Đoạt giải |        |
| 2021 | Screen Actors Guild Awards              | Outstanding Performance by an Ensemble in a Comedy Series     | Ted Lasso         | Đề cử     | [ 20 ] |
| 2021 | Primetime Emmy Awards                   | Outstanding Supporting Actor in a Comedy Series               | Ted Lasso         | Đoạt giải |        |
| 2021 | Writers Guild of America Awards         | Television: Comedy Series                                     | Ted Lasso         | Đoạt giải | [ 21 ] |
| 2021 | Writers Guild of America Awards         | Television: New Series                                        | Ted Lasso         | Đoạt giải |        |
| 2022 | Critics' Choice Television Awards       | Best Supporting Actor in a Comedy Series                      | Ted Lasso         | Đoạt giải |        |
| 2022 | Golden Globe Awards                     | Best Supporting Actor - Series, Miniseries or Television Film | Ted Lasso         | Đề cử     |        |
| 2022 | Screen Actors Guild Awards              | Outstanding Performance by a Male Actor in a Comedy Series    | Ted Lasso         | Đề cử     |        |
| 2022 | Screen Actors Guild Awards              | Outstanding Performance by an Ensemble in a Comedy Series     | Ted Lasso         | Đoạt giải |        |